# مارتین استار
مارتین استار (به انگلیسی: Martin Starr) (زاده ۳۰ ژوئیه ۱۹۸۲) بازیگر و کمدین آمریکایی است که بیشتر برای بازی در سریال دره سیلیکون (۲۰۱۹-۲۰۱۴) و ایفای نقش راجر هرینگتون در دنیای سینمایی مارول در فیلم‌هایی نظیر هالک شگفت‌انگیز (۲۰۰۸)، مرد عنکبوتی: بازگشت به خانه (۲۰۱۷) و مرد عنکبوتی: دور از خانه (۲۰۱۹) شناخته‌می‌شود. 

## فیلم‌شناسی

### فیلم
- قهرمان (۱۹۹۲)
- دزدیدن هاوارد (۲۰۰۲)
- خیلی بد (۲۰۰۷)
- باردار (۲۰۰۷)
- هالک شگفت‌انگیز (۲۰۰۸)
- سرزمین ماجراجویی (۲۰۰۹)
- این آخرشه (۲۰۱۳)
- نجات غریق (۲۰۱۳)
- ورونیکا مارس (۲۰۱۴)
- بازی آرام نقش (۲۰۱۵)
- مرد عنکبوتی: بازگشت به خانه (۲۰۱۷)
- مرد عنکبوتی: دور از خانه (۲۰۱۹)
- مرد عنکبوتی: راهی به خانه نیست (۲۰۲۱)

### تلویزیون
- فریک‌ها و گیک‌ها (۱۹۹۹-۲۰۰۰)
- آشنایی با مادر (۲۰۰۵)
- دره سیلیکون (۲۰۱۴-۲۰۱۹)
- بازی تاج‌وتخت (۲۰۱۹)